# Medalha Lovelace
A Medalha Lovelace (em inglês:  Lovelace Medal) foi estabelecida em 1998 pela British Computer Society, concedida a pesquisadores individuais que conquistaram avanços em sistemas de informação ou contribuíram significantemente para seu entendimento.
A denominação do prêmio é homenagem a Ada Lovelace, que correspondeu-se com o pioneiro da computação Charles Babbage, sendo frequentemente descrita como a primeira mulher a programar um computador.

## Recipientes
- 1998 Michael Anthony Jackson e Chris Burton
- 2000 Linus Torvalds
- 2001 Douglas Engelbart
- 2002 Ian Foster e Carl Kesselman
- 2004 John Warnock
- 2005 Nick McKeown
- 2006 Tim Berners-Lee
- 2007 Karen Spärck Jones
- 2008 Tony Storey
- 2009 Yorick Wilks
- 2010 John Charles Reynolds
- 2011 Hermann Maria Hauser
- 2012 Grady Booch